# Лизогуб Яків Кіндратович
Яків Кіндратович Лизогуб (*1620, Гельмязів — †9 серпня 1698, Чернігів) — український військовий і політичний діяч, полковник канівський (1666—1669), чернігівський (1687—1698).

## Біографічні відомості
Народився Яків Кобиза (Кобизенко) Лизогуб у містечку Гельмязів, у родині козака Гельмязівської сотні.
В 1667 році Яків Лизогуб брав участь у посольстві Івана Брюховецького до московського царя. В період гетьманства Петра Дорошенка призначався генеральним осавулом (1669-74) і наказним гетьманом (1670, 1673). Брав участь у вербування калмицької кінноти в армію Гетьманщини.  У Лизогубівському літописі зазначено, що 1665 р. лівобережний гетьман «посилав Якова Лизогуба, асаула генерального», запросити калмиків для допомоги у війні з поляками. Той успішно впорався із завданням і у 1665 році калмицька кіннота успішно воювала на боці Гетьманщини, зокрема у битві під Білою Церквою.
У 1674 році перейшов на службу до гетьмана Івана Самойловича. Мешкав у Конотопі.
У 1687 році був одним з претендентів на гетьманську булаву. В 1687-98 роках — чернігівський полковник, учасник Чигиринських походів 1677 і 1678 та Кримських походів 1687 і 1689. Під час здобуття Азова в 1696 році був наказним гетьманом (див. Азовські походи 1695-96).
Помер у Чернігові, був похований в усипальниці Успенського собору Єлецького монастиря.
Був одружений з Агаф'єю Баран, у шлюбі мав 6 дітей — 5 дочок Євдокію (у шлюбі Гамалія), Гафію (у шлюбі Манджос), Марію († 1737), Домникію (у шлюбі Кандиба, † 1749), Пелагію (у шлюбі Томара) та єдиного сина Юхима.